# Marthe Asselin-Vaillancourt
Pour les articles homonymes, voir Vaillancourt.
Marthe Asselin-Vaillancourt (née à Sainte-Flavie le 23 juillet 1931 et morte à Jonquière le 26 février 2018) est une citoyenne québécoise de nationalité canadienne impliquée socialement .

## Biographie
Marthe Asselin-Vaillancourt est profondément engagée sur le plan social pendant près de 50 ans entre 1960 à 2010. 
La championne de plusieurs causes, elle a notamment œuvré à la mise sur pied d’une maison d’hébergement pour femmes victimes de violence, assumé des rôles de premier plan à la Fédération des femmes du Québec et contribué à la mise en place du réseau des centres d’aide aux victimes d’actes criminels au Québec. 
Ses efforts en faveur d’une plus grande justice sociale l’ont également amenée à co-présider le Comité canadien sur la violence faite aux femmes et à faire bénéficier de son leadership l’Association québécoise de défense des droits des personnes retraitées et préretraitées.

## Distinction
- Chevalier de l'Ordre national du Québec en 1990
- Prix du Gouverneur général en commémoration de l'affaire « personne » en 1995[4]
- Membre de l'Ordre du Canada en 2011[3]